# Zafimaniry

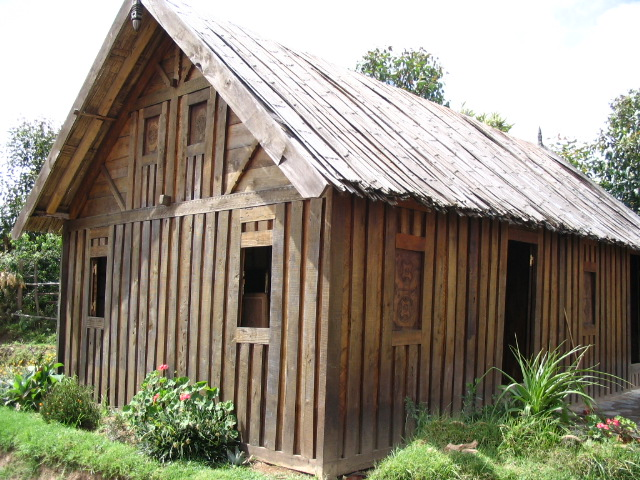
Drewniany dom w wiosce Zafimaniry

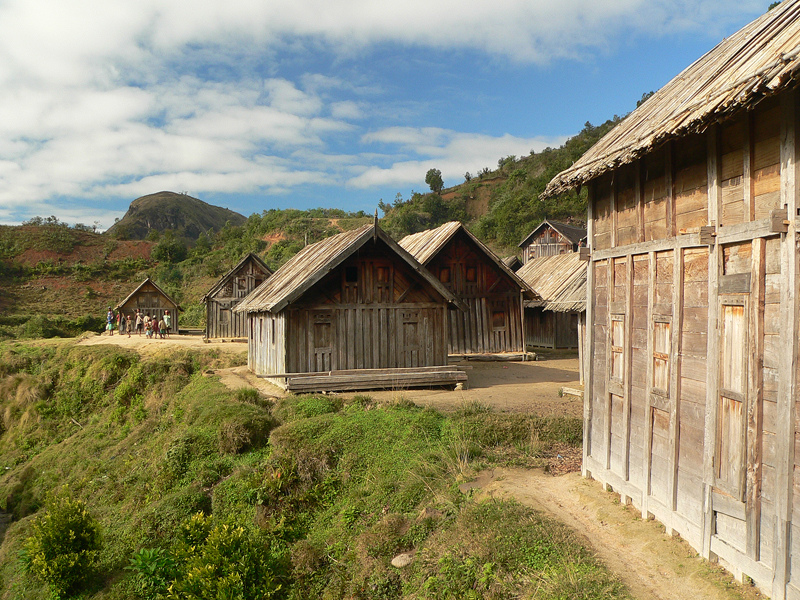
Wioska Zafimaniry

Zafimaniry – grupa etniczna na Madagaskarze, w liczbie ok. 25 tys., zamieszkująca około 100 wiosek i osad na powierzchni 700 kilometrów kwadratowych obszarów górskich prowincji Fianarantsoa na południowym wschodzie wyspy. Zafimaniry osiedlili się w tym regionie w XVIII wieku, uciekając przed postępującym wówczas na Madagaskarze wycinaniem lasów. Zafimaniry zajmują się tradycyjnym rękodziełem drewnianym, wcześniej szeroko rozpowszechnionym na wyspie.
W 2003 roku kunszt rękodzieła drewnianego społeczności Zafimaniry został proklamowany arcydziełem ustnego i niematerialnego dziedzictwa ludzkości, a w 2008 roku wpisany na listę niematerialnego dziedzictwa UNESCO.

## Rękodzieło drewniane
Zafimaniry używają dwudziestu różnych endemicznych gatunków drewna w zależności od rodzaju konstrukcji lub pełnionej funkcji dekoracyjnej.
W tradycyjnej konstrukcji nie używa się gwoździ czy innych metalowych elementów, lecz stosuje tradycyjne połączenia na czopy. Powierzchnie drewniane – drzwi, ramy okienne, słupy i belki – pokrywane są misterną ornamentacją geometryczną o charakterze symbolicznym, nawiązując do indonezyjskich korzeni Zafimaniry i odzwierciedlając wpływy arabskie w kulturze malgaskiej. Na przykład motyw pajęczyny (tanamparoratra) symbolizuje więzy rodzinne, motyw plastrów miodu (papintantely) – życie społeczności. Również drewniane przedmioty codziennego użytku – meble, skrzynki i narzędzia – pokrywa misterna ornamentacja.
Kwestia symbolicznego znaczenia ornamentów była badana przez wielu archeologów i antropologów od lat 20. XX wieku. Sami Zafimaniry tłumaczyli, że ornamenty służą jedynie upiększaniu drewna. Budowa domu w kulturze Zafimaniry związana jest ściśle z małżeństwem – z początku dom stawiany jest z lekkich materiałów, np. bambusa (symbolizując „luźny związek”) a z czasem jego poszczególne elementy wymieniane są na bardziej trwałe (symbolizując coraz bliższy i trwalszy związek) i dopiero te elementy pokrywane są ornamentami.